# Henri Batiffol
Pour les articles homonymes, voir Batiffol.
Henri Batiffol, né le 16 février 1905 dans le 7e arrondissement de Paris et mort le 20 novembre 1989 à Neuilly-sur-Seine, est un juriste et universitaire français.

## Origines, famille et vie privée
Henri Batiffol est issu d’une famille d’universitaires catholiques. Son père, Louis Batiffol, chartiste et spécialiste de Louis XIII, était administrateur de la Bibliothèque de l'Arsenal. Son oncle, Mgr Pierre Batiffol, était quant à lui théologien et historien.
Batiffol parlait le français, l'anglais, l'allemand et le russe.[réf. nécessaire] Pendant la Seconde Guerre mondiale[Quand ?], en sus de ses activités universitaires, Batiffol a servi en tant que capitaine des transmissions.[réf. nécessaire]
De confession catholique, il a signé, avec une cinquantaine d'autres intellectuels catholiques, un texte de soutien à l'action de Jean-Paul II. Il fait également partie des quatre-vingt-quatorze signataires, issus de l'Institut de France et de l'Académie de médecine, d'une déclaration hostile à l'adoption de la loi de 1975 sur l'interruption volontaire de grossesse.

## Formation
D’abord lauréat du concours général de philosophie, Batiffol a obtenu son doctorat en droit en 1929 et a été reçu quatrième à l'agrégation de droit privé des Facultés de droit en 1931.
Si sa thèse de doctorat a été rédigée sous la direction de Léon Julliot de la Morandière, Batiffol a avant tout été un disciple de Paul Lerebours-Pigeonnière (professeur de droit et conseiller à la Cour de cassation), même si ses prises de position se sont émancipées de celles de son maître sur certains points.

## Enseignements

### En France
Batiffol a été successivement rattaché à la Faculté de droit de Lille (1931-1950) et à la Faculté de droit de Paris (1950-1989). À la faculté de droit de Lille, il a enseigné le droit maritime (dès 1931), le droit civil (dont il devient professeur titulaire en 1935) et le droit international privé (à partir de 1938). Il est doyen de la Faculté de 1947 à 1950. À la faculté de droit de Paris, il succède, en 1952, à Jean-Paulin Niboyet pour enseigner le droit international privé. Il n’y a professé le cours de philosophie du droit qu’à partir de 1960.

### À l’étranger
Batiffol a été professeur invité dans différentes universités étrangères, notamment à l’occasion de deux séjours de longue durée. Le premier se fait aux États-Unis (1935-1936), durant lequel, en tant que Rockefeller Fellow, il enseigne dans les différentes universités que sont Harvard, Northwestern, Chicago et Berkeley. Le second séjour a lieu en Allemagne, où il est accueilli, en 1938, à l’Institut Kaiser-Wilhem de Berlin (actuel Institut Max-Planck). Il a également fait un séjour à l’université McGill (1979), à l’occasion duquel il a donné un cours qui a été publié par la suite.

### Les élèves de doctorat
Les enseignements de Batiffol comprennent les travaux de doctorat qu’il a encadrés. Il a ainsi, parmi ses disciples, de très nombreux universitaires qui ont été ou sont aujourd’hui les plus grands spécialistes de la matière. Outre les professeurs Paul Lagarde, Yves Lequette et Pierre Mayer, il faut citer, parmi d’autres, les professeurs Jacques Foyer, Géraud de Geouffre de La Pradelle, Dominique Holleaux, Hélène Gaudemet-Tallon, Georges Droz et Georges Khairallah. Batiffol a également dirigé la thèse de Robert Badinter (en remplacement de Jean-Paulin Niboyet, décédé pendant la rédaction).

## Recherches
Si ce n’était pas sa seule spécialité, Batiffol était avant l’un des plus grands spécialistes de droit international privé du XXe siècle. En témoigne son Traité de droit international privé. Ce dernier est paru pour la première fois en 1949, et il a été réédité jusqu’en 1993 grâce à Paul Lagarde, qui a collaboré à sa rédaction dès la cinquième édition en 1970 (date à laquelle le Traité a été divisé en deux tomes). Le Traité a constitué l’un des ouvrages de référence en la matière pendant toute la seconde moitié du XXe siècle.
Dans le cadre de ses travaux doctrinaux, Batiffol a connu plusieurs inspirations. En droit international privé, il a été particulière influencé par Paul Lerebours-Pigeonnière (pour lequel il avait une certaine admiration selon ses contemporains), Jacques Maury, l’américain Joseph Henry Beale et l’allemand Ernst Rabel. À l’inverse, il se détachait plus ou moins sensiblement des théories d’Étienne Bartin et de Jean-Paulin Niboyet, tous deux ses aînés. En philosophie du droit, il était particulièrement réceptif à la doctrine de Léon Husson et de Michel Villey. Sa pensée peut être résumée comme positiviste, inductive, thomiste et particulariste.
Sa carrière universitaire a été empreinte d'une attention particulière au droit comparé. En effet, après s'être intéressé au droit international privé des États-Unis, Batiffol a été l'un des premiers à faire connaître en France le droit international privé soviétique, et notamment les règles de conflit de lois dans les traités conclus entre l'URSS et les démocraties populaires. Il doit être noté que l'auteur a eu l'occasion de rédiger certains de ses travaux aussi bien en anglais qu'en allemand.
Batiffol a été à l’initiative, avortée, d’un Code de droit international privé. Adopté le 1er juillet 1959 par la Commission de réforme du Code civil, ce projet a servi de base à celui, enterré également, de la Chancellerie de 1967, le Garde des sceaux d’alors étant Jean Foyer.

## Titres et fonctions
Outre son titre de professeur agrégé des facultés de droit, Batiffol a occupé de nombreuses fonctions.
Il a d’abord été le fondateur (1934), le rédacteur en chef (1948) puis le directeur (1952) de la Revue critique de droit international privé (1934-1989). Par ailleurs, il a été associé (1948), membre (1954) et vice-président (1959) de l’Institut de droit international (1948-1961). De plus, il a été nommé secrétaire général (1946) puis président (1957-1962) du Comité français de droit international privé. Parallèlement, il a été un membre actif de la délégation française à la Conférence de La Haye de droit international privé (1951-1978), dont il a été président en succédant à Léon Julliot de La Morandière. Également membre du curatorium de l’Académie de droit international de La Haye (1962), il a enfin fait partie des membres de la Commission d’experts du Bureau international du travail (OIT).
Batiffol a été élu à l’Académie des sciences morales et politiques (1977-1989), au fauteuil 2 de la Section III (Législation, droit public et jurisprudence), succédant à René Cassin. Son ancien directeur de thèse, Léon Julliot de La Morandière, a occupé le fauteuil 3 entre 1946 et 1970.

## Œuvres marquantes
- La capacité civile des étrangers en France – Influence de la loi française (thèse, dir. et préf. Léon Julliot de La Morandière), Sirey, 1930.
- Les conflits de lois en matière de contrats, Sirey, 1938.
- Traité élémentaire de droit international privé, LGDJ, 1949 (8e édition en 1993, avec la collaboration de Paul Lagarde à partir de la 5e édition de 1970).
- Aspects philosophiques du droit international privé, Dalloz, 1956.
- La philosophie du droit, PUF, 1960 (4e édition en 1970).
- Problèmes de base de philosophie du droit, LGDJ, 1979.

## Distinctions
Batiffol cumule les distinctions universitaires en ayant été fait docteur honoris causa des universités de Gand, Vienne, Hambourg, Louvain, Cologne, Grenade et Modène.
Il est également officier de la Légion d'honneur[Quand ?], commandeur de l'ordre d'Orange-Nassau et commandeur de l'ordre national du Mérite.